# Décapage (revue)
Pour l’article homonyme, voir Décapage.
Décapage est une revue littéraire française fondée en 2001.

## Ligne éditoriale
Fondée en 2001 par Jean-Baptiste Gendarme, Décapage suit la littérature contemporaine.
Caustique, elle mêle différents styles et écoles.

## Édition
Après avoir été hébergée par les éditions de la Table ronde, Décapage est édité par le groupe Flammarion depuis son numéro 45.
La rubrique « Pause », critique littéraire en bandes dessinées, est par ailleurs reprise par le site web Rue89.
En 2014, Décapage reçoit le prix Rive gauche dans la section « revue littéraire ».

## Contributeurs
Décapage publie des créations inédites (nouvelles ou poèmes) d'écrivains français comme Olivier Adam, Thomas Vinau, François Bégaudeau, Arnaud Cathrine ou Philippe Lafitte.